# MLW RS-18
Die MLW RS-18 war eine dieselelektrische Lokomotive, die von ALCo ab 1956 für verschiedene kanadische Bahngesellschaften gebaut wurde.

## Geschichte
Anfang der 1950er Jahre begann in Kanada die umfangreiche Umstellung des Triebfahrzeugparks von Dampf- auf Diesellokomotiven. In dieser Zeit entstand unter anderem die Reihe RS-18, welche vom US-amerikanischen Lokomotivhersteller ALCO bei den Montreal Locomotive Works (MLW) von 1956 bis 1968 in 351 Exemplaren gebaut wurde. Die Lokomotiven waren hauptsächlich für den Rangierdienst konzipiert, konnten aber auch in Mehrfachtraktion vor schweren Güterzügen eingesetzt werden, wofür alle Fahrzeuge eine Mehrfachtraktionssteuerung erhielten. Um im Winter Personenzüge beheizen zu können, verfügten einige Maschinen zudem über einen Dampfheizkessel. Eine elektrische Zugheizung wurde nie nachgerüstet.

## Technische Beschreibung
Die mittelschweren Diesellokomotiven besitzen einen geschweißten Hauptrahmen, welcher auf zwei zweiachsigen Schwanenhals-Drehgestellen mit Drehpfannen aufliegt. Teilweise sind Vollelliptikfedern als Sekundärfederung vorhanden. Die Aufbauten bestehen aus einem langen und einem kurzen, durch das Führerhaus getrennten Maschinenraum zwischen seitlichen Umläufen. Bei den für die Canadian National Railway (CN), dem bedeutendsten Käufer des Modells RS-18, gebauten Maschinen ist das Fahrzeugende mit dem langen Maschinenraum als vorderes Ende ausgelegt. Der kurze Aufbau wurde bei den meisten Fahrzeugen in voller Höhe, bei den Übrigen als niedriger Vorbau ausgeführt. Im langen Maschinenraum befindet sich die Kühlanlage mit einem Dachlüfter, dahinter der Gleichstrom-Hauptgenerator GE GT-581 und zwischen diesem und dem Führerhaus der Zwölfzylinder-V-Dieselmotor ALCO 251B. Hilfsbetriebe wie der Luftpresser oder der Dampfheizkessel sind hinter dem Führerhaus im kleinen Maschinenraum untergebracht. Zwischen den Drehgestellen sind der Kraftstofftank und die Hauptluftbehälter angeordnet. Optional erhielten die Lokomotiven eine Widerstandsbremse.